# Castle Union

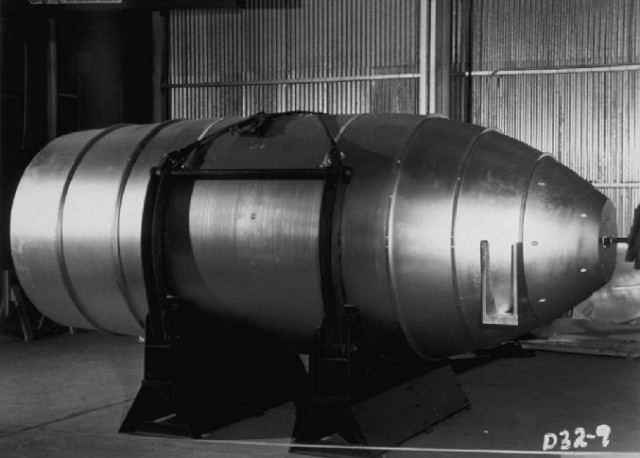
Bomba nuclear MK 14

Castle Union fue el nombre en clave dado a una de las pruebas de la serie Operation Castle de Estados Unidos Pruebas nucleares. Fue la primera prueba de la TX-14 arma termonuclear (inicialmente la "capacidad de emergencia" EC-14), una de las primeras bombas termonucleares desplegadas en Estados Unidos.
Un dispositivo de "Alarm Clock" es una bomba "seca"  fusión, que utiliza  Deuteruro de litio combustible para la etapa de fusión de un bomba de fusión "preparada", a diferencia del criogénico líquido deuterio del dispositivo de fusión Ivy Mike de primera generación.
Se diferenciaba del dispositivo "Runt" de Castle Romeo, probado poco antes, en el uso de  enriquecido litio (aproximadamente 95% de litio-6; el litio natural es una mezcla de litio-6 y litio-7 isótopo). El dispositivo "Runt" tenía un 7,5% de litio-6 en el combustible de fusión.
La prueba tuvo lugar el 26 de abril de 1954 en el atolón Bikini de las Islas Marshall, en una barcaza amarrada en la laguna, frente a la isla Yurochi. El rendimiento de 6,9  megatones de TNT fue algo mayor que los 3-4 megatones predichos. Aunque la barcaza había sido amarrada en más de 160 pies (48,8 m) de agua, la prueba dejó un cráter de 3000 pies (914,4 m) de diámetro y 90 pies (27,4 m; 27,4 m) profundo en el fondo de la laguna.
Al igual que las pruebas de Ivy Mike, Castle Bravo y Castle Romeo, un gran porcentaje del rendimiento se produjo mediante la rápida  fisión del uranio sabotaje, que contribuyó a la extensa lluvia radiactiva causada por estas pruebas.
Como el litio altamente enriquecido era caro y escaso en ese momento, limitó la cantidad de estas armas que se podían producir. El diseño "Runt" probado en Castle Romeo y Castle Yankee fue el preferido para el despliegue.